# غزة غيتو (فلم)
غزة غيتو: حياة اسرة، 1948 – 1984 هو فيلم وثائقي يحكي عن حياة عائلة فلسطينية تعيش في مخيم جباليا للاجئين.
ويعتقد أن الذي انشأ الفيلم هم: المخرج السويدي بيو هولمكفيست وجوان مانديل وبيار بيجليكوند عام 1984 ليكون أول فيلم وثائقي يتم تصويره من غزة.
ويصف حامد نفيسي الفيلم بأنه مهم في ذلك الوقت لأنه يسلط الضوء على معاناة اللاجئين.
ويروي الفيلم قصة عائلة لاجئة من قطاع غزة يزورون قريتهم السابقة، وهي الآن مدينة يهودية في إسرائيل. يصور الفيلم بأن الجد الكبير كان واقف في بستانه الذي كان يخصه، فلاحظهم الساكن الإسرائيلي الجديد لهذا المكان فنهرهم بمغادرة المكان بسرعة لأنه الآن لا يخصهم.